# Gratens
Gratens – miejscowość i gmina we Francji, w regionie Oksytania, w departamencie Górna Garonna.
Według danych na rok 1990 gminę zamieszkiwało 426 osób, a gęstość zaludnienia wynosiła 28 osób/km² (wśród 3020 gmin regionu Midi-Pireneje Gratens plasuje się na 651. miejscu pod względem liczby ludności, natomiast pod względem powierzchni na miejscu 758.).